# 8 î.Hr.
Anul 8 î.Hr. (VIII î.Hr.) a fost un an obișnuit al calendarului iulian.

## Decese
- 27 noiembrie: Quintus Horatius Flaccus, poet roman (n. 65 î.Hr.)